# 梅菉隔塘庙
梅菉隔塘庙，位于中国广东省湛江市吴川市梅菉镇隔塘村委会，为原广东省民众抗日自卫团第十一区统率委员会旧址，为湛江市吴川市的一个市级文物保护单位，类型为古建筑，公布时间为1990年8月。
广东省民众抗日自卫团第十一区统率委员会旧址的历史年代为清代。